# Клименко, Алексей Григорьевич
Алексей Григорьевич Клименко (1912, Киев, Российская империя — 24 февраля 1943, Киев, Рейхскомиссариат Украина, III Рейх) — советский футболист, вратарь, игрок киевского «Динамо». Мастер спорта СССР, кавалер Медали «За отвагу»
Участник матчей смерти в оккупированном Киеве в 1942 году (с 7 июня по 16 августа) в составе команды «Старт», собранной из игроков киевских клубов «Динамо» и «Локомотива».
В чемпионатах СССР 46 матчей. Двукратный призёр чемпионата СССР 1936 (весна), 1937.
В 1942 году был арестован. Расстрелян в Сырецком концлагере (Бабий Яр).

## Награды
- Медаль «За отвагу» (1965, посмертно награждён в канун 20-летия Победы)[1]